# Gunhilda Haraldsdatter
Gunhilda Haraldsdatter o Gunhilde (fallecida el 13 de noviembre de 1002) se dice que era hija de Harald Blåtand y hermana de Svend I de Dinamarca y de Tyra Haraldsdatter. Estaba casada con Pallig Tókason, un caudillo vikingo que sirvió al rey de Inglaterra, Etelredo II el Indeciso, como ealdorman de Devonshire.
Se supone que estaba en calidad de rehén en Inglaterra cuando fue asesinada en la masacre del Día de San Bricio, ordenada por Etelredo II. Se informa que Pallig fue asesinado en la masacre o que provocó la masacre al desertar del servicio de Etelredo.
Los historiadores están divididos acerca de la evidencia de que ella era la hermana de Svend I de Dinamarca. Ryan Lavelle es escéptico sobre la fiabilidad de las fuentes medievales posteriores, como la Crónica de John de Wallingford, que la mencionan. Sin embargo, Frank Stenton describió la afirmación como una «tradición bien registrada», y consideró que el deseo de vengar su muerte fue probablemente el principal motivo de la invasión de Inglaterra por Svend en 1003.